# Пемба Північна
Пемба Північна (суах. Kaskazini Pemba, англ. Pemba North) - один з 30 регіонів Танзанії і один з 5 регіонів автономного Занзібару. Розташований на острові Пемба.
Адміністративний центр регіону - місто Вете.
Населення - 211 732 осіб (2012). 
Площа - 574 км².
Складається з двох округів: 
- Мічевені (суах. Micheweni) - північ Пемби Північної (103 816 осіб, 2012),
- Вете (суах. Wete) - південь Пемби Північної (107 916 осіб, 2012).